# Trębki (gromada w powiecie gostynińskim)
Trębki – dawna gromada, czyli najmniejsza jednostka podziału terytorialnego Polskiej Rzeczypospolitej Ludowej w latach 1954–1972.
Gromady, z gromadzkimi radami narodowymi (GRN) jako organami władzy najniższego stopnia na wsi, funkcjonowały od reformy reorganizującej administrację wiejską przeprowadzonej jesienią 1954 do momentu ich zniesienia z dniem 1 stycznia 1973, tym samym wypierając organizację gminną w latach 1954–1972.
Gromadę Trębki z siedzibą GRN w Trębkach utworzono – jako jedną z 8759 gromad na obszarze Polski – w powiecie gostynińskim w woj. warszawskim, na mocy uchwały nr VI/10/3/54 WRN w Warszawie z dnia 5 października 1954. W skład jednostki weszły obszary dotychczasowych gromad Białka, Józefków, Krzymów, Swoboda Trębska, Trębki, Witoldów, Wola Trębska i Pietryszew (z wyłączeniem obszaru spółdzielni produkcyjnej Kamieniec) ze zniesionej gminy Szczawin w tymże powiecie. Dla gromady ustalono 20 członków gromadzkiej rady narodowej.
1 stycznia 1959 do gromady Trębki przyłączono wieś Wola Trębska Parcele ze znoszonej gromady Skrzany w tymże powiecie.
Gromada przetrwała do końca 1972 roku, czyli do kolejnej reformy gminnej.